# Židovský hřbitov v Kostelci u Křížků
Židovský hřbitov leží na západním okraji obce Kostelec u Křížků. Je přístupný po polní cestě odbočující severozápadně od silnice na Radlík a od roku 2008 je chráněn jako kulturní památka České republiky.

## Historie a popis
Údajně byl hřbitov založen v roce 1702 a k obřadům se využíval do konce třicátých let 20. století. V osmdesátých letech 19. století byla jeho plocha rozšířena až na současných 2510 m² ale skoro celá jeho východní polovina zůstala nevyužita.
Areál obklopuje nekompaktní kamenná ohradní zeď, při jejíž jižní straně stojí zchátralá obřadní síň. Nejstarší z necelých tří set zachovalých barokních a klasicistních náhrobních kamenů pochází z roku 1724.

## Současnost
Od roku 1995 má areál v péči Židovská obec v Praze a v areálu postupně probíhají rekonstrukční a údržbové práce.
Hlavní brána hřbitova je uzamčena, ale do areálu je možné vstoupit i jižní brankou.

## Židovská komunita v obci
Na konci první čtvrtiny 18. století je v Kostelci doložen pobyt čtyř židovských rodin, v polovině století devatenáctého sedm a v okolí 23 dalších, jež tak společně tvořily židovskou komunitu s místním rabínem v jejím čele. Kolem roku 1930 již naopak v obci neexistují zmínky o životě židovských obyvatel.
První modlitebna je v obci doložena v roce 1714, poslední známá z roku 1846 se nacházela na sever od kostela svatého Martina, kde stávaly i domy židovských obyvatel.